# Melchior Wathelet (1977)
Melchior H.N. Wathelet, ook wel Melchior Wathelet Junior genoemd, (Verviers, 30 september 1977) is een Belgisch voormalig politicus van de cdH. Hij is een zoon van PSC-politicus Melchior Wathelet sr..

## Levensloop
De voornaam Melchior wordt binnen de familie Wathelet al generaties lang aan de oudste zoon gegeven. Ook de oudste zoon van Melchior Wathelet Junior, het tweede kind van drie, kreeg deze voornaam.
Na een kandidatuur aan de Facultés universitaires Notre Dame de la Paix behaalde hij in 2001 zijn licentie rechten aan de Université catholique de Louvain. In 2002 behaalde hij nog een Master in Europees recht aan de Universiteit van Southampton in het Verenigd Koninkrijk. In dat jaar werd hij advocaat in zijn woonplaats Verviers en schreef hij zich in aan de balie van Luik.

### Politieke loopbaan
Wathelet kwam in de politiek in 2003, nadat hij in de Kamer van volksvertegenwoordigers kwam. In de legislatuur 2003-2007 zat hij met zijn partij in de oppositie. In 2004 werd hij fractievoorzitter en tweede vicepresident van zijn partij.
In 2007 werd hij in de Kamer herkozen en op 20 maart 2008 werd hij staatssecretaris voor Begroting en Gezinsbeleid in de regering-Leterme. Hij behield zijn bevoegdheden bij het aantreden van de regering-Van Rompuy. Bij de herschikking van de regering in juli 2009 kreeg hij bovendien de bevoegdheid Asiel en Migratie van Annemie Turtelboom, die minister van Binnenlandse Zaken werd.
In de regering-Di Rupo werd Wathelet staatssecretaris voor Leefmilieu, Energie, Mobiliteit en Staatshervorming. Nadat partijgenote Joëlle Milquet minister in de Waalse Regering werd, nam hij op 22 juli 2014 haar ministerschap over Binnenlandse Zaken over. Zijn eigen bevoegdheden als staatssecretaris werden overgedragen aan Catherine Fonck.
Bij de verkiezingen van 2014 behaalde cdH in Brussel een teleurstellend resultaat, dat daags nadien door Brussels kopstuk Milquet aan Wathelet werd toegeschreven. Wathelet had als staatssecretaris nieuwe vluchtroutes voor de luchthaven van Zaventem - een politiek probleem dat al jaren aansleepte - ingevoerd, met daarin meer vluchten boven het zuiden van Brussel en de Kanaalzone. Nadien bleef hij zonder uitvoerend mandaat. Hij zetelde wel terug als Kamerlid.
Op lokaal niveau was hij van 2007 tot 2015 gemeenteraadslid van Verviers.
In 2015 verliet Wathelet de politiek.

### Na de politiek
In 2015 werd hij CEO van ICT-bedrijf Xperthis. In 2020 fuseerde Xperthis met Infohos Solutions tot ZORGI, waarvan Wathelet CEO bleef tot begin 2023. Vervolgens werd hij commercieel directeur van NRB Group, de groep boven ZORGI. Hij stapte er in juli dat jaar op. Van 2021 tot 2023 was hij ook bestuurer van NRB Group. Sinds oktober 2023 is hij partner van Edge Consulting.
Van 2015 tot 2017 was hij bestuurder van het Belgische filiaal van de Franse milieugroep Veolia en werd in 2017 bestuurder van energiebedrijf EDF Luminus.
Sinds 2017 is Wathelet in navolging van François Cornelis voorzitter van het Circuit de Spa-Francorchamps. Begin 2018 volgde hij ook Étienne Davignon als voorzitter van de Société Spa Grand-Prix op.
Sinds 2015 is hij gasthoogleraar aan het IHECS in Brussel.